# Trevor Swan
Trevor W. Swan (ur. 1918, zm. 1989) – australijski ekonomista, który jest najbardziej znany z prac nad neoklasycznym modelu wzrostu gospodarczego. Równocześnie opublikowany został przez Roberta Solowa. Do innych ważnych osiągnięć Swana należą: Diagram Swana i zapoczątkowanie modelowania makroekonomicznego. Pisał prace na ten temat przed Lawrence'em Kleinem, ale nie zostały one opublikowane aż do 1989 roku.
Jest powszechnie uważany za największego teoretyka ekonomii pochodzącego z  Australii, oraz za jednego z największych ekonomistów, którzy nie otrzymali Nagrody Nobla.